# 松平康朗
松平 康朗（まつだいら やすあきら）は、江戸時代初期の旗本。

## 経歴
松平康政の長男として生まれる。寛永17年（1640年）8月23日、祖父・康重の遺領のうち5000石を分与され、叔父・康映が播磨国に移封されると佐用郡から所領を分け与えられ、寄合に列した。慶安2年（1649年）9月17日に25歳で死去。

## 系譜
- 父：松平康政
- 母：酒井忠勝の娘
- 正室：池田長賢の娘
- 長男：松平康寛
- 長女：中川重興室